# Vitören, Houtskär
Vitören är en ö i Finland. Den ligger i Skärgårdshavet och i kommunen Pargas i landskapet Egentliga Finland, i den sydvästra delen av landet. Ön ligger omkring 64 kilometer väster om Åbo och omkring 210 kilometer väster om Helsingfors.
Öns area är 2,5 hektar och dess största längd är 250 meter i nord-sydlig riktning. Närmaste större samhälle är Houtskär, 16,8 km sydost om Vitören.